# (400031) 2006 QX105
(400031) 2006 QX105 es un asteroide perteneciente al cinturón de asteroides, descubierto el 28 de agosto de 2006 por el equipo del Catalina Sky Survey desde el Catalina Sky Survey, Arizona, Estados Unidos.

## Designación y nombre
Designado provisionalmente como 2006 QX105.

## Características orbitales
2006 QX105 está situado a una distancia media del Sol de 2,563 ua, pudiendo alejarse hasta 3,162 ua y acercarse hasta 1,965 ua. Su excentricidad es 0,233 y la inclinación orbital 6,039 grados. Emplea 1499,25 días en completar una órbita alrededor del Sol.

## Características físicas
La magnitud absoluta de 2006 QX105 es 17,6.